# Глюонное поле
В физике частиц глюонное поле — представляет собой 4-векторное поле, характеризующее распространение глюонов при сильном взаимодействии между кварками. Оно играет ту же роль в квантовой хромодинамике, что и электромагнитный 4-потенциал в квантовой электродинамике — глюонное поле создает тензор напряженности глюонного поля.

## Введение
Глюоны могут иметь 8 цветовых зарядов, поэтому имеется 8 полей. В отличие от фотонов, которые являются нейтральными, и поэтому имеется только одно поле фотонов.